# Synagogue de Wolfhagen (1859-1938)

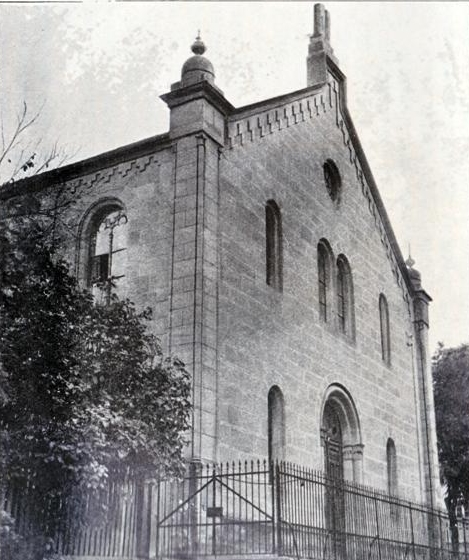
Synagogue de Wolfhagen.

La synagogue de Wolfhagen, inaugurée en 1859, a été détruite en 1938 lors de la nuit de Cristal comme la plupart des autres lieux de culte juif en Allemagne, bien qu'ayant été vendue par la communauté juive quelques jours auparavant.
Wolfhagen est une municipalité allemande située dans le Land de la Hesse et l'arrondissement de Cassel. Située à 26 km à l'ouest de Cassel, elle compte actuellement un peu plus de 13 000 habitants.    

## Histoire de la communauté juive
Une petite communauté juive existe au Moyen Âge, mais celle-ci est détruite à l'automne 1235 par le meurtre de 18 de ses membres.     
L'émergence de la communauté moderne remonte au XVIIe siècle. Trois familles juives vivent déjà à Wolfhagen dans la première moitié du XVIe siècle, mais sont expulsées de la ville sur ordre du Landgrave Philippe. Le Landgrave Maurice permet à un juif de s'installer dans la ville en 1592. En 1621 et 1656 il y a deux familles juives, et vers 1700 et 1728 trois "Schutzjuden" (Juifs protégés) avec leurs familles. En 1740, on compte 40 habitants juifs à Wolfhagen et 59 en 1788.
Au XIXe siècle, le nombre d'habitants juifs évolue comme suit: en 1827 on compte 174 habitants juifs, soit 6,3% d'un total de 2 761 habitants; en 1849 on a 236 Juifs soit 7,4% de 3 199 habitants); en 1861 on culmine à 258 Juifs, soit 8,4% de 3 058; en 1871 on a 234 Juifs soit 5,9% de 2 866; puis en 1885 173 soit 6,4% de 2 717 et en 1905 la diminution s'est accentuée et on ne compte plus que 99 Juifs soit 3,9% de 2 559 habitants. Vers 1860, environ 40 maisons appartiennent à des Juifs, toutes situées dans le centre de la ville. À cette époque déjà, un grand nombre de magasins appartiennent à des familles juives. On trouve également plusieurs maîtres artisans juifs dans la ville, six bouchers, trois serruriers, deux cordonniers, un tanneur, un relieur, un tourneur, trois teinturiers et un tisserand de lin.
Même au milieu du XIXe siècle, les relations entre chrétiens et juifs dans la ville restent tendues. Dans le reportage sur l'inauguration de la synagogue en 1859, le journaliste note qu'à Wolfhagen, l'esprit de haine des juifs... s'exprime de toutes les fenêtres et trouve sa pleine expression dans le rejet décidé de toute participation de la part des autorités de la ville et du clergé.
La communauté juive possède sa synagogue, une école juive élémentaire et primaire située au 3 Rechtsstrasse et qui fonctionnera jusqu'en 1933, un mikvé (bain rituel) et un cimetière. L'enseignant engagé par la communauté est également officiant et shohet (abatteur rituel). Dans les années 1860 et 1870, au maximum de ses membres, la communauté a embauché un second enseignant et officiant. Pendant l'année scolaire 1868-1869, Abraham Gutkind, auparavant enseignant particulier auprès de l'enseignant S. Tannenbaum, forment 31 élèves. Son successeur est Abraham Flörsheim qui enseignera pendant 40 ans de 1873 à 1913 et qui décédera à Cassel en 1925. Il est remplacé en 1919 par l'enseignant Hermann Katzenstein qui exercera jusqu'à la fermeture de l'école le 1er janvier 1934. L'appartement fourni à l'enseignant se trouve dans le bâtiment de l'école. La communauté juive de Wolfhagen dépend du rabbinat provincial de Cassel.      
Pendant la Première Guerre mondiale, la communauté juive perd au front trois de ses membres. 
En 1924, alors que la communauté compte encore 71 personnes, soit 2,6% sur un total de 2 768 habitants, les responsables de la communauté sont Salomon Kron et Moritz Möllerich. L'enseignant Hermann Katzenstein s'occupe des 12 enfants de l'école primaire israélite. La communauté juive a ses propres associations caritatives: la Chevre Hachnosath-Kallah (Association du trousseau de la mariée), fondée en 1855, sous la direction de Salomon Kron de 1924 à 1932, avec 14 membres en 1932. L'association a pour but de fournir un trousseau à la mariée; la Chewrat HaSchlischi, fondée en 1833, sous la direction de Josef Möllerich de 1924 à 1932. L'association a pour but le soutien à ceux qui en ont besoin; les Chewras Noschim - Israelitischer Frauenverein  (Association des femmes israélites), sous la direction en 1924 de Mme Rosa Katzenberg et en 1932 de Mme Winterberg. L'association a pour but des services de soins infirmiers et funéraires; et la Chevre Bachurim, fondée en 1811, sous la direction de Salomon Kron de 1924 à 1932, avec 7 membres en 1932. L'association a pour but le soutien aux nécessiteux, les services funéraires. Au cours de l'année scolaire 1931-1932, l'école élémentaire israélite compte encore 10 enfants. Hermann Katzenstein est toujours l'enseignant.et en 1932, Salomon Kron est toujours le responsable de la communauté 
Déjà pendant l'automne et l'hiver 1923-1924, soit 10 ans avant l'arrivée au pouvoir des nazis, des émeutes éclatent contre des familles juives, suivies d'un boycott de leurs magasins et entreprises en raison de fausses accusations portées contre des résidents juifs. Le CV-Zeitung, journal de la Centralverein deutscher Staatsbürger jüdischen Glaubens (Association centrale des citoyens allemands de confession juive) se félicite de l'acquittement des accusés juifs lors de leur procès:
« 
La fin des calomnies graves. Des accusés juifs innocents à Wolfhagen.
Les 30 et 31 janvier, un procès a eu lieu devant le tribunal pénal ordinaire du tribunal régional de Cassel contre 21 habitants de Wolfhagen (district de Cassel), qui étaient accusés d'avoir attaqué et battu des membres des Jungdeutscher Orden (Jeune ordre allemand) lors d'une réunion à Wolfhagen les 22 et 23 septembre 1923. Dix-huit des accusés ont été inculpés de violation grave de la paix, trois d'incitation à cette violation. Au-delà de Wolfhagen, le procès est d'un grand intérêt pour le judaïsme allemand, car son déroulement a mis en lumière de façon symptomatique l'hypocrisie de la haine des Juifs. Parmi les accusés se trouvaient également cinq habitants juifs de Wolfhagen…Les membres de la communauté juive, le président du district Moritz Möllerich, Abraham Katzenstein et Samuel Klebe, avaient été accusés d'avoir incité au crime par des cadeaux (schnaps) et par la persuasion.
Depuis les incidents de septembre, un véritable boycott des habitants juifs de Wolfhagen s'est fait sentir, qui s'est manifesté par des raids nocturnes, le badigeonnage de maisons juives avec des croix gammées, le bris de fenêtres, la dégradation des clôtures de jardin et surtout par une grève des livraisons prononcée par des commerçants et des agriculteurs non juifs…
Lors du procès, il a été établi que les accusations portées contre Möllerich, Katzenstein et Klebe étaient sans fondement. La critique destructrice que leurs avocats, le Dr Kugelmann (Cassel) et le Dr Marx (Francfort), ont faite de la soi-disant amour de la vérité des membres de l'Ordre des jeunes Allemands de Wolfhagen et des environs a été retenue par le tribunal dans son raisonnement pour le verdict d'acquittement. Même le procureur général avait demandé l'acquittement. Le président a déclaré littéralement: « Dans le cas de Möllerich, Katzenstein et Klebe, il n'y a pas la moindre preuve qu'ils aient été impliqués d'une manière ou d'une autre dans les événements... L'acquittement n'est pas dû à un manque de preuves, mais, comme le souligne une fois de plus le tribunal, au fait que les accusés sont effectivement innocents. Il faut espérer que cette explication permettra de régler la situation à Wolfhagen. »
 »
En 1933, à l'arrivée des nazis au pouvoir, 74 Juifs vivent encore à Wolfhagen, soit 2,5 % d'une population totale de 3 020 habitants. Au cours des années suivantes, une partie de la communauté juive déménage dans d'autres villes en raison du boycott économique, de la privation de leurs droits civiques et des représailles. Parmi eux, 55 personnes s'installent en 1939 à Cassel, six émigrent au Paraguay en 1934, deux en Palestine et deux aux Pays-Bas. Trois personnes décèdent à Wolfhagen. Des scènes bestiales se produisent lors de la nuit de Cristal en novembre 1938. Des SS en civil arrivent en voiture à Wolfhagen en provenance du siège de la SS-Oberabschnitte (section supérieure SS) de Fulda-Werra à Arolsen. Accompagnés de nombreuses personnes de Wolfhagen, ils pénètrent d'abord dans l'école juive et dans la maison de la famille Kron et tentent d'incendier les deux bâtiments avec des bombes incendiaires. De l'école juive, un piano est jeté dans la rue depuis le deuxième étage. Au cours des émeutes, d'autres maisons et commerces de familles juives sont détruits, dont le magasin de chaussures A. Kann sur la Mittelstrasse, puis les SS incendient la synagogue et la maison de la famille Winterberg sur la Mittelstrasse. Presque tous les Juifs sont arrêtés et emmenés au camp de concentration de Buchenwald via Cassel. En juillet 1939, la plupart des résidents juifs ont quitté Wolfhagen.
Le mémorial de Yad Vashem de Jérusalem et le Gedenkbuch - Opfer der Verfolgung der Juden unter der nationalsozialistischen Gewaltherrschaft in Deutschland 1933-1945 (Livre commémoratif – Victimes des persécutions des Juifs sous la dictature nazie en Allemagne 1933-1945) répertorient 53 habitants nés, ou ayant vécu longtemps à Wolfhagen parmi les victimes juives du nazisme, auxquels se rajoutent les 11 habitants juifs de Niederelsungen, village avoisinant, rattaché ultérieurement à Wolfhagen.
Le 9 novembre 2000, une pierre commémorative est érigée sur la "Platz der Freiheit" (Place de la Liberté) à la mémoire de toutes les familles juives vivant à Wolfhagen avant la Seconde Guerre mondiale.   
En novembre 2012, une plaque commémorative est apposée sur la maison de la famille Kann au 6 Mittelstraße.
Dans la Mittelstraße 30, une plaque commémore la famille juive Winterberg, dont la maison a été détruite par un incendie criminel le 9 novembre 1938 par les nazis. 

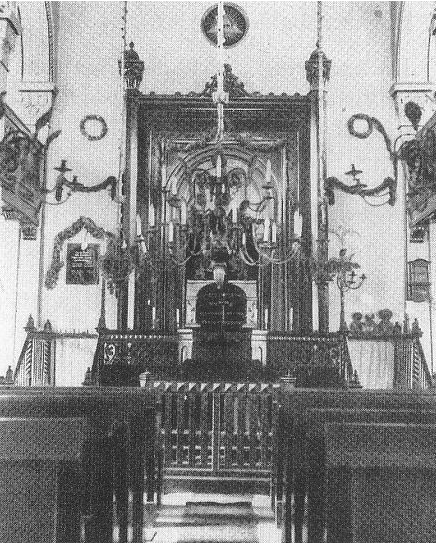
Intérieur de la synagogue – Vue sur l'Arche Sainte.

## Histoire de lasynagogue
Une première synagogue, dénommée l'ancienne école des Juifs, est ouverte en 1777 au 35 Schützeberger Straße. Elle reste en fonction jusqu'à l'inauguration de la nouvelle synagogue en 1859, et sera démolie quelque temps plus tard. 
En 1858-1859, une nouvelle synagogue est construite. À cette fin, la communauté juive acquiert au 15 Mittelstraße, un terrain de 6,72 acres de la fille du trésorier municipal, Johannes Winter, décédé en 1852. La nouvelle synagogue mesure 17,70 m de long par 14,35 m de large et est construite en grès. Son inauguration qui se déroule le 26 octobre 1859 (date hébraïque: 28 Tishri 5620) dans une ville hostile, fait l'objet d'une description assez ampoulée typique de l'époque et critique dans la revue juive Der Israelit : 
« L'inauguration de la synagogue de Wolfhagen, une petite ville de la Basse-Hesse, a eu lieu le 26 octobre. Celle-ci a réuni un grand nombre de fidèles des villages avoisinants pour une magnifique célébration dans la nouvelle et splendide maison de Dieu, construite au prix de sacrifices financiers considérables. Personne n'a pu rester indifférent au chant du chœur interprété par seize filles et presque autant d'hommes sous la direction de M. Musikus Euler, accompagné d'un orchestre. Ce chant à lui seul, a suffi pour que l'on garde longtemps en mémoire le souvenir de cette belle fête, si l'on considère que c'est une jeunesse juive, à qui l'on a inculqué le sens artistique que depuis quelques décennies, qui est capable d'interpréter de manière magistrale, voire enchanteresse, des chefs-d'œuvre tels que le chœur de La Création de Haydn, l'Alléluia de Haendel, la musique chorale de Judas Maccabæus, dans une synagogue juive... Le Dr Adler, rabbin du Land de Cassel a prononcé de façon vivante deux discours sur la vie de la synagogue. Dans la vieille synagogue, l'orateur, en contemplant la "dernière assemblée", nous a rappelé la vanité de l'homme qui, comme la vieille maison de Dieu, s'effondrerait en poussière si l'esprit s'en séparait…comme la vieille maison de Dieu, qui n'a de valeur que dans les rouleaux de la Torah, mais qu'elle perd si on les retire. Lors du "premier office" dans la nouvelle synagogue, l'orateur a su donner un sens au rituel d'appel en essayant de le rendre fécond pour la vie…
Salut à nous, Israélites de Prusse, afin que nos prières pour le dirigeant et le peuple, pour la patrie et la ville natale s'élèvent au ciel du plus profond de nos cœurs ! - Des autorités de l'État, je n'ai vu de présents que l'administrateur du district et l'inspecteur des impôts. Ces deux hommes me semblaient être libérés de l'esprit de haine des Juifs, qui se voyait de façon si violente par toutes les fenêtres et qui trouvait sa pleine expression dans le rejet ferme de toute forme de participation de la part des autorités de la ville et du clergé. Quel contraste avec Beverungen, qui a sonné toutes les cloches pour glorifier la cérémonie d'inauguration de la synagogue locale…
 J'ai été désagréablement choqué par un fait qui a tempéré le ton festif de la procession, par ailleurs bien ordonnée. C'était la spéculation malsaine avec des billets d'entrée à 10 groschen. par personne. Deux membres robustes du comité s'étaient alignés à l'entrée de la maison de Dieu, et comme des gardes du corps énergiques, repoussaient quiconque ne pouvait pas montrer un billet. Dans une communauté riche, c'était une petite mendicité qui marqua incontestablement d'un cachet théâtral une cérémonie religieuse sublime pour glorifier Dieu. »

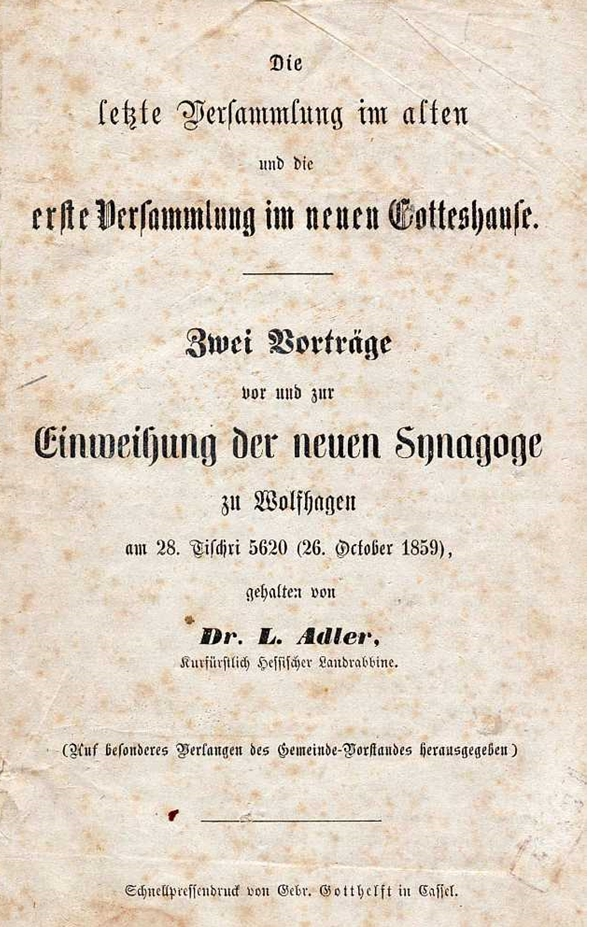
Les deux discours inauguraux du rabbin Dr Adler.

En 1909, se déroule une cérémonie officielle et festive pour fêter le 50e anniversaire de la synagogue. Pour cette occasion la synagogue a été entièrement rénovée. 
Le 15 juillet 1926, est dévoilée une plaque commémorative pour les soldats juifs de Wolfhagen mort pendant la Première Guerre mondiale, en présence du président du district du Reichsbund jüdischer Fronsoldaten (Fédération du Reich des soldats juifs du front). Après les discours d'usage, l'assemblée a récité le Kaddish (Prière pour les morts).
Dès l'avènement d'Hitler au pouvoir en 1933, il devient de plus en plus difficile pour la communauté juive d'organiser des services dans la synagogue. En raison de la destruction des fenêtres et de certaines parties des aménagements intérieurs du bâtiment, les services doivent être transférés dans le bâtiment de l'école juive au 3 Gerichtsstraße, où sont déposés tous les objets rituels. Le 1er novembre 1938 le bâtiment de la synagogue et son terrain sont vendus à un voisin immédiat, le maître-boucher Waßmuth domicilié 17 Mittelstraße. Le contrat de vente pour un montant de 6 000 reichsmarks pour la propriété et de 600 reichsmarks pour l'aménagement intérieur, à l'exception de la plaque commémorative aux morts de la Première Guerre mondiale, les Tables de la Loi et les candélabres, est conclu par voie notariale en date du 27 octobre 1938 entre le marchand Salomon Kron de la communauté juive et le maître-boucher Waßmuth et son épouse.
Lors de la nuit de Cristal du 9 au 10 novembre 1938, la synagogue est détruite et incendiée malgré son changement de propriétaire par les SS d'Arolsen avec la participation des citoyens de Wolfhagen. Les ruines du bâtiment seront ensuite démolies, et le grès encore utilisable récupéré afin de construire une école prévue sur le "Rosengarten". En raison de la destruction du bâtiment et des débris à déblayer, le montant de la vente de la propriété est considérablement réduit, de sorte qu'en 1939, le maître-boucher Waßmuth ne paye à la communauté que 2 000 reichsmarks. En 1949, lors de la procédure de restitution, le maître-boucher Waßmuth a dû rajouter une somme de 3 000 reichsmarks pour conserver la propriété à la suite d'un accord avec la JRSO (Jewish Restitution Successor Organization).   
Les objets liturgiques, rouleaux de Torah, livres de prière etc. qui avaient été déposés dans le bâtiment de l'école juive sont lors de la nuit de Cristal, jetés par les fenêtres dans la cour de l'école et incendiés. La rue où se trouvait la synagogue, la Mittelstraße est rebaptisée Adolf-Hitler-Straße.  
Le terrain de la synagogue reste inoccupé jusqu'en 1957. En 1964 un bâtiment est construit comprenant des logements et une supérette Coop. Au printemps 1993, à l'initiative de quelques citoyens, une petite pierre commémorative est érigée sur le terrain de la synagogue avec l'inscription:
« Hier stand die Synagoge von Wolfhagen, gebaut 1859, niedergebrannt 10.11.1938
(Ici se trouvait la synagogue de Wolfhagen, construite en 1859, incendiée le 10 novembre 1938) »
Après le nouvel aménagement du terrain de la synagogue, une nouvelle plaque commémorative est apposée en 1998 par l'association d'histoire locale avec le texte suivant:
« Hier stand die Synagoge der jüdischen Gemeinde von 1859 bis 1938.
 Durch Brandstiftung in der Pogromnacht vom 10.11.1938 wurde sie zerstört.
 1998 - Heimat- und Geschichtsverein
(Ici se trouvait la synagogue de la communauté juive de 1859 à 1938.
Elle a été détruite par un incendie criminel dans la nuit du pogrom du 10.11.1938.
1998 - Société d'histoire locale) »